# Matvej Petrovič Bronštejn
Matvej Petrovič Bronštejn in russo Матвей Петрович Бронштейн? (Vinnycja, 19 novembre 1906 – Leningrado, 18 febbraio 1938) è stato un fisico, astrofisico e divulgatore scientifico russo. Secondo marito della scrittrice Lidija Korneevna Čukovskaja, fu arrestato e giustiziato nel periodo delle grandi purghe staliniane.

## Biografia
Nato nel 1906 nella città ucraina di Vinnycja, Matvej Petrovič Bronštejn fu un fisico teorico, pioniere della gravità quantistica, autore di opere sull'astrofisica, semiconduttori, elettrodinamica quantistica e cosmologia. Si occupò anche di divulgazione scientifica rivolta ai ragazzi.
Secondo marito della scrittrice Lidija Čukovskaja, nell'agosto del 1937, nel periodo più duro delle repressioni staliniane, fu arrestato e, pochi mesi dopo, processato e condannato alla confisca dei beni e a dieci di anni di lavoro forzato "senza diritto di corrispondenza".
Solo nel 1957, quando Matvej Petrovic fu riabilitato, Lidija Kornevevna ebbe la conferma 
ufficiale di quanto era realmente accaduto al marito: Matvej era stato “processato”, condannato e fucilato in un solo giorno, a trentun anni, il 18 febbraio 1938.
Per lunghi anni la donna aveva cercato invano di sapere qualcosa sulla sua sorte. L'angoscia di quei tentativi fu trasfusa dalla Čukovskaja nel suo romanzo Sof'ja Petrovna.
Nel 2013 è stato istituito in suo onore il "Bronstein Prize in Loop Quantum Gravity", di cui il primo assegnatario è stato Eugenio Bianchi.